# Volvo U.S. National Indoor 1990
Il Volvo U.S. National Indoor 1990 è stato un torneo giocato sul cemento indoor del Racquet Club of Memphis a Memphis nel Tennessee. 
È stata la 89ª edizione del Torneo di Memphis, facente parte della categoria ATP World Series nell'ambito dell'ATP Tour 1990.

## Campioni

### Singolare maschile
Michael Stich ha battuto in finale  Wally Masur con il punteggio di 6–7, 6–4, 7–6.

### Doppio maschile
Darren Cahill /  Mark Kratzmann hanno battuto in finale  Udo Riglewski /  Michael Stich con il punteggio di 6–3, 6–2.